# Binué
Binué ist ein spanischer Ort in den Pyrenäen in der Provinz Huesca der Autonomen Gemeinschaft Aragonien. Binué ist ein südöstlich gelegener Ortsteil der Gemeinde Jaca. Das Dorf hatte im Jahr 2015 sechs Einwohner.

## Geschichte
Über den Ort gibt sehr wenige überlieferte Dokumente. Aus den bekannten historischen Unterlagen geht hervor, dass der Ort unter dem Namen Vinui im Jahr 1080 als eine Domäne des Königs von Aragon erwähnt wird. Eneco Sanchez, ein Offizier von Sancho Ramírez, wird im Jahre 1083 als Verwalter von Vinui genannt. Weitere Ortsnennungen von Vinui stammen aus den Jahren 1414 bis 1785.   
Unter Federführung von König Ferdinand II., der auch durch die Spanische Inquisition bekannt ist, wurde der Ort 1495 durch Feuerlegung zerstört. Die Pfarrkirche San Pedro mit Glockenturm wurde im Jahre 1587 nach dem Vorbild des romanischen Vorgängerbaues aus dem 12. Jahrhundert wieder aufgebaut. Das barocke Altarbild, eine Ikonografie die Simon Petrus sitzend darstellt, wurde um 1720 von José und Juan Tornés gemalt. Weitere großformatige Gemälde mit religiösen Themen aus dem 17. Jahrhundert befinden sich im Kirchenschatz der Pfarrkirche. Im Jahr 1900 hatte der Ort 76 Einwohner. Ab 1943 bildete Binué zusammen mit Navasa eine Gemeinde. Seit 1966 sind die beiden Dörfer Ortsteile der Gemeinde Jaca.

## Sehenswürdigkeiten
- Romanische Pfarrkirche San Pedro Apóstol aus dem 12. Jahrhundert